# Encounter at Farpoint
"Encounter at Farpoint" é o episódio piloto e episódio de estreia da série de ficção científica estadunidense Star Trek: The Next Generation. Foi exibido pela primeira vez nos Estados Unidos por redifusão em 28 de setembro de 1987, tendo sido dirigido por Corey Allen e escrito por D. C. Fontana e Gene Roddenberry. The Next Generation se passa no século XXIV e acompanha as aventuras da tripulação da nave estelar USS Enterprise-D. Neste episódio, a recém comissionada Enterprise examina a misteriosa Estação Longínqua ao mesmo tempo que a tripulação é observada pelo poderoso ser onipotente Q.
The Next Generation foi anunciada em outubro de 1986 e "Encounter at Farpoint" foi produzido como um episódio duplo por insistência da Paramount Television. Roddenberry, o criador da série, reuniu uma equipe que incluía vários veteranos da predecessora Star Trek: The Original Series. A produção reutilizou vários cenários e objetos de cena originalmente criados para os filmes da franquia e também para The Original Series e para a cancelada Star Trek: Phase II. A escolha de alguns membros do elenco fez com que o conceito de certos personagens fosse alterado para se encaixarem melhor nos atores.
"Encounter at Farpoint" foi originalmente exibido como um episódio único de noventa minutos de duração, mas reprises posteriores o dividiram em duas partes. Sua estreia foi transmitida em duzentas emissoras pelos Estados Unidos e alcançou uma audiência de 27 milhões de telespectadores, um dos maiores números para uma série em redifusão até então. A recepção da crítica contemporânea foi mista, opiniões mantidas em críticas mais recentes do episódio. As atuações foram elogiadas, porém a qualidade do episódio em si teve uma avaliação mais negativa. "Encounter at Farpoint" foi remasterizado em 2012.

## Enredo
A USS Enterprise, a nova capitânia da Federação dos Planetas Unidos, está em sua viagem inaugural à caminho do planeta Deneb IV. Sua intenção é começar relações com o relativamente simples povo bandi, que de alguma forma conseguiu aproveitar imensas reservas de energia e construir a Estação Longínqua. No caminho a nave encontra um ser onipotente que se identifica como Q, um membro do Contínuo Q que declara que a humanidade será colocada em julgamento por selvageria. Ele decide que as ações da tripulação da Enterprise em sua missão seguinte serão usadas para determinar o valor da humanidade e seu destino como espécie. Q, antes de liberar a nave, avisa o capitão Jean-Luc Picard que ele está destinado a falhar.
A Enterprise chega em Longínqua e sua tripulação começa a explorar o local e estabelecer relações com seu anfitrião, Zorn. Eles passam a suspeitar do local por não conseguirem determinar a fonte de energia e por itens aparecerem do nada. A conselheira Deanna Troi, uma empata, consegue sentir emoções poderosas e desesperadas por perto, enquanto alguns tripulantes descobrem um labirinto embaixo da estação. Uma nave alienígena desconhecida aparece, ataca uma cidade bandi perto de Longínqua e sequestra Zorn. Picard envia uma equipe avançada para a nave alienígena, descobrindo passagens similares a aquelas sob Longínqua e libertando Zorn. A nave se transforma em uma criatura espacial parecida com uma água-viva. Zorn revela que os bandi encontram uma forma de vida parecida ferida em seu planeta, explorando sua capacidade de sintetizar material para criar Longínqua. A criatura em órbita está tentando libertar seu companheiro.
Q tenta fazer Picard punir os bandi, mas este se recusa e ordena que a Enterprise dispare um feixe de energia em Longínqua depois desta ser evacuada. O feixe permite que a criatura em terra se transforme de volta para sua forma original parecida com água-viva, voando para o espaço para se encontrar com seu companheiro. A tripulação observa a reunião dos dois seres e Q relutantemente diz a Picard que a humanidade passou no teste, mas insinua que eles se encontrarão novamente.

## Produção

### Desenvolvimento
Mel Harris, o chefe da Paramount Television, anunciou uma nova série de Star Trek em 10 de outubro de 1986. Ele também revelou que Gene Roddenberry, o criador de Star Trek: The Original Series, retornaria nas funções de criador e produtor executivo da nova série. Esta foi a segunda tentativa de criar uma nova série live action da franquia para a Paramount; a primeira foi em 1977 com Star Trek: Phase II, que foi cancelada em favor do filme Star Trek: The Motion Picture. O estúdio havia apresentado a Roddenberry várias ideias no começo do ano, já que naquele mesmo ano seria o aniversário de vinte anos da série original, mas ele as recusou porque inicialmente não queria fazer um programa novo. Ele mais tarde disse, "Apenas fiquei interessado quando o pessoal da Paramount concordou comigo e disse que uma sequência seria provavelmente impossível".
Todas as quatro grandes emissoras abertas dos Estados Unidos recusaram a nova série, dado que não estavam dispostos a se comprometer com uma primeira temporada de 26 episódios, garantia de um horário de exibição inalterável e uma campanha de divulgação. A equipe mesmo assim prosseguiu com o projeto com o apoio da Paramount. Roddenberry começou a reunir uma equipe de produção que incluía antigos colegas que tinham trabalhado em The Original Series, incluindo Robert H. Justman, David Gerrold e Edward K. Milkis. Justman propôs três ideias em 17 de outubro: famílias a bordo da nave estelar, um conceito que posteriormente se tornou o holodeque e a presença de um personagem klingon e um androide. Uma das ideias discutidas foi fazer com que personagem Deanna Troi tivesse três seios, algo que a roteirista D. C. Fontana foi contra.
Fontana tinha escrito vários episódios da série original e foi encarregada de escrever o episódio piloto. A equipe inteira se reuniu pela primeira vez em 18 de fevereiro de 1987, tendo recebido o primeiro esboço do roteiro de Fontana dias antes. A premissa original envolvia a USS Enterprise e a USS Starseeker aproximando-se de uma forma de vida alienígena capturada e transformada em arma por uma espécie chamada annoi. A Starseeker abriria fogo e seria destruída, enquanto Troi entraria em contato com o alienígena e o convenceria a cair em um planeta próximo para que a Enterprise pudesse ajudá-lo. A tripulação ao mesmo tempo também resgataria outros prisioneiros escravizados pelos annoi na superfície. Várias mudanças foram feitas no enredo até a versão final, porém a introdução de vários personagens foram mantidas. O enredo envolvendo Q foi adicionado posteriormente para que o episódio ficasse mais longo. Roddenberry queria um piloto de apenas uma hora, mas a Paramount queria um de duas horas e acabou prevalecendo. Outros itens também foram acrescentados para aumentar a duração, incluindo a sequência de separação da seção do disco e a aparição de Leonard McCoy.

### Seleção de elenco
Roddenberry concluiu bem cedo que uma nova série de televisão estrelada pela tripulação de The Original Series provavelmente não seria possível, também não desejando escolher novos atores para os mesmos papéis ou ter uma tripulação "recauchutada", em outras palavras, uma série com personagens diferentes desempenhando papéis semelhantes aos originais. Ele explicou: "Eu odiaria pensar que nossa imaginação é tão pequena que não há outras possibilidades para pensar". A primeira chamada de elenco foi emitida em 10 de dezembro de 1986. Alguns personagens como Geordi La Forge e Beverly Crusher já eram reconhecíveis a partir de suas descrições na chamada inicial, porém outros eram bem diferentes, como Julien Picard, que passaria a falar com um sotaque francês sempre que ficasse emotivo, e Data, que seria não caucasiano. Macha Hernandez seria uma chefe de segurança latina muito baseada na personagem Vasquez de Jenette Goldstein no filme Aliens, já Deanna Troi deveria ter uma aparência "estrangeira" ou mais especificamente de natureza islandesa ou escandinava. Leslie Crusher foi listada como uma adolescente de quinze anos com memórias fotográfica, porém foi rapidamente alterada para um menino chamado Wesley. Justman defendeu por uma menina, mas Roddenberry achou que mais histórias estariam disponíveis se o personagem fosse um menino.

O elenco principal de The Next Generation em sua primeira temporada. Em sentido horário: Wil Wheaton, Denise Crosby, Michael Dorn, Brent Spiner, LeVar Burton, Gates McFadden, Patrick Stewart, Marina Sirtis e Jonathan Frakes.

Patrick Stewart foi escolhido para interpretar o capitão Jean-Luc Picard depois de Justman ter assistido uma peça sua na Universidade da Califórnia em Los Angeles. Roddenberry insistiu que queria um ator francês para o papel, mas Justman marcou uma reunião entre Stewart e a equipe de produção, com o produtor executivo Rick Berman passando a apoiar a escolha também. Fontana achava que o ator estadunidense Stephen Macht se encaixaria melhor no papel. Justman queria Stewart na série de alguma maneira e, já que Roddenberry ainda era contra colocá-lo como Picard, sugeriu que ele talvez fosse uma boa escolha para Data. Roddenberry não conseguiu encontrar ator algum para seu conceito de Picard, assim cedeu e alterou o personagem para se encaixar melhor em Stewart. O ator estava disposto a interpretar o personagem com um sotaque estadunidense, mas os produtores pediram que ele usasse seu sotaque natural. Também fizeram um teste com ele usando uma peruca, mas todos acharam que ficou "horrível". Stewart ficou satisfeito em conseguir o papel e comentou que até seus filhos ficaram impressionados. Ele elogiou a mitologia da série, dizendo que "A grande força de Star Trek é sua sensação épica e clássica. Para um ator com a minha formação, tem mais riqueza e profundidade do que você esperaria na televisão".
A escolha favorita de Roddenberry para William Riker era Jonathan Frakes, que passou por sete testes antes de conquistar o papel. Frakes era a segunda escolha da equipe de elenco para interpretar Riker, porém foi contratado quando a primeira escolha não teve um bom desempenho nos testes. LeVar Burton tinha trabalhado com Justman no piloto de uma outra série chamada Emergency Room e foi sugerido que ele se candidatasse para o papel de La Forge. Gates McFadden e Brent Spiner conseguiram os papéis de Crusher e Data, respectivamente, por meio do processo normal de testes. Eric Menyuk também foi considerado para Data e seria posteriormente escolhido para o papel recorrente do Viajante, que interpretaria em três episódios. Justman afirmou que foi o único de toda a equipe que preferiu Menyuk para o papel. Marina Sirtis fez teste para Hernandez e Denise Crosby para Troi. As duas conquistaram os papéis com a aprovação de Berman e Justman, mas Roddenberry inverteu os papéis das atrizes porque achava que Sirtis se encaixaria melhor como a conselheira da nave. Hernandez foi escrita e se tornou Tasha Yar para melhor se adequar a Crosby.
O papel de Worf exigia um ator preto para facilitar a aplicação da maquiagem klingon e inicialmente esperava-se que fosse apenas um personagem recorrente, porém o papel foi expandido depois da escolha de Michael Dorn e sua performance em "Encounter at Farpoint". Wil Wheaton foi escolhido como Wesley Crusher apesar dele ter achado que seu segundo teste tinha sido "horrível". O elenco principal foi anunciado em 15 de maio de 1987. Existia uma certa incerteza entre o elenco sobre a segurança do emprego durante a produção do piloto, pois só ficaram sabendo que outros treze episódios tinham sido encomendados depois do fim da produção de "Encounter at Farpoint".
A participação de DeForest Kelley como McCoy foi mantida em segredo e o personagem foi chamado nos roteiros apenas de "Almirante". Roddenberry sempre quis que Kelley aparecesse, mas achou que o ator iria recusar. Os dois almoçaram juntos e Roddenberry sugeriu a participação, com Kelley não apenas aceitando participar, mas também afirmando que só queria o salário mínimo do Sindicato dos Atores. O ator disse que era "meu jeito de agradecer [Roddenberry] pelas muitas coisas boas que ele fez por mim". John de Lancie faltou no seu primeiro teste para Q porque estava protagonizando uma peça na época. Um segundo teste foi marcado durante seu horário de almoço para que ele pudesse aparecer. Ele lembrou que após o teste "um cara bem grande veio, colocou suas mãos nos meus ombros e disse, 'Você faz minhas palavras soarem muito melhor do que são'. Eu disse, 'Bem, você deve ser o roteirista'. E ele disse, 'Eu sou Gene Roddenberry'. Eu absolutamente não tinha ideia de quem ele era". Colm Meaney foi escolhido como um alferes na ponte de batalha e fez outra aparição na primeira temporada em "Lonely Among Us", com seu personagem sendo nomeado Miles O'Brien na segunda temporada.

### Filmagens e efeitos
Cenários e equipamentos dos filmes de Star Trek foram reutilizados em The Next Generation porque o orçamento foi considerado baixo para um episódio piloto e para uma série no geral. Milkis e Justman foram encarregados de avaliarem os cenários existentes para descobrirem o que poderia ser usado. Os dois depois comentaram que um estúdio estava completamente coberto de fezes de gatos por causa da quantidade de felinos que viviam no local, impedindo-os de andar. Cenários reutilizados incluíram uma modificação da ponte da USS Enterprise de Star Trek III: The Search for Spock para uso como a ponte de batalha da série. A engenharia de The Search for Spock tornou-se o novo cenário da engenharia de The Next Generation, porém com um console de comando de Star Trek IV: The Voyage Home adicionado, bem como duas paredes da enfermaria de The Search for Spock. O resto do cenário da enfermaria tornou-se a sala de observação durante a primeira temporada. Alguns cenários continham componentes de Phase II e The Motion Picture.
A equipe realizou testes com uma empresa de computação gráfica, mas foi decidido por questões de confiabilidade que a Industrial Light & Magic (ILM) produziria as miniaturas da Enterprise. Foram criadas uma miniatura de 1,8 metro e outra de 61 centímetros ao custo de 75 mil dólares. A ILM também desenvolveu o efeito do "salto de dobra", o que fez com que permanecesse nos créditos finais da série durante toda a sua duração. As filmagens de "Encounter at Farpoint" começaram nos estúdios da Paramount em 29 de maio de 1987 e terminaram em 25 de junho. Wheaton comentou que durante as filmagens a maioria do elenco não acreditava que a série duraria mais de uma temporada.

## Repercussão

### Transmissão
"Encounter at Farpoint" foi exibido pela primeira vez em 28 de setembro de 1987 como um telefilme de duas horas de duração, incluindo comerciais. Reprises posteriores separaram a história como um episódio em duas partes. Foi transmitido em 98 emissoras independentes e 112 afiliadas. Em vários locais, incluindo Dallas, Los Angeles, Seattle e Miami, as emissoras que estavam transmitindo o episódio conquistaram uma audiência maior no horário nobre do que as quatro grandes emissoras. Teve no total uma audiência de 27 milhões de telespectadores. The Next Generation foi imediatamente chamada de a "série dramática de uma hora de maior audiência em redifusão".

### Crítica
Jill L. Lanford do The Herald Journal achou que o episódio era a ressurreição de uma "lenda", acreditando que lembrava episódios clássicos como "Arena" e "The Squire of Gothos", comentando que era o "veículo perfeito para apresentar a tripulação" e um "começo perfeito". Bob Niedt do Newhouse News achou que existia potencial na segunda metade do episódio, mas haviam problemas como "pontos onde o diálogo é pedestre e as interações são inconsistentes". Tom Shales do The Washington Post achou que a participação de Kelley foi "tocante", mas achou que Stewart era "um excêntrico careca e sombrio que seria melhor como um vilão". Ele também achou que Frakes "beira o piegas".
Michelle Erica Green da TrekNation achou o episódio decepcionante e que no geral não existia um sentimento de diversão. O ator Wil Wheaton escreveu uma resenha para a AOL TV e disse que "na época, Trekkies que esperavam ver o Star Trek que estavam acostumados dos anos sessenta devem ter ficado decepcionados". Zack Handlen da The A.V. Club criticou alguns elementos, como a "sequência longa e um tanto sem sentido" da separação da seção do disco da Enterprise, descrevendo o episódio como "mais funcional do que inspirador". Ele elogiou Stewart como um "ótimo ator" e gostou de de Lancie como Q. Keith R. A. DeCandido da Reactor achou que o episódio tinha um ritmo lento, mas que tanto Stewart quanto Spiner se destacavam por razões positivas. Ele também gostou das referências a The Original Series, especialmente a participação de Kelley.

## Mídia caseira
Uma romantização de "Encounter at Farpoint" foi publicada pela Pocket Books, um de cinco episódios de The Next Generation que foram adaptados como livro. A romantização foi creditada a Gerrold, mas foi na verdade escrita por Fontana. Roddenberry tirou dela a tarefa de escrever o livro por causa de uma disputa de créditos sobre o roteiro original do episódio. Gerrold enviou com seu nome a manuscrito escrito por Fontana com a aprovação desta, repassando para ela todo o dinheiro das vendas.
"Encounter at Farpoint" foi o primeiro episódio da série lançado em VHS nos Estados Unidos em setembro de 1991. Foi lançado em LaserDisc no Japão em 10 de junho de 1995. Foi disponibilizado em LaserDisc no formato NTSC como parte da coleção Q Continuum em 30 de julho de 1996, que também incluía "Hide and Q", "Q Who" e "Deja Q". Também foi incluído na coleção Star Trek: The Pilots em LaserDisc no Reino Unido em abril de 1996, que tinha todos os episódios pilotos da franquia produzidos até então: "The Cage" e "Where No Man Has Gone Before" de The Original Series, "Emissary" de Star Trek: Deep Space Nine e "Caretaker" de Star Trek: Voyager.
O episódio foi lançado em DVD em 26 de março de 2002 como parte da coleção da primeira temporada. "Encounter at Farpoint" foi um dos primeiros episódios de The Next Generation lançado em Blu-ray em 30 de janeiro de 2012, tendo sido remasterizado em alta definição e incluído na coleção promocional Star Trek: The Next Generation – The Next Level junto com "Sins of the Father" e "The Inner Light". Foi relançado em Blu-ray em 24 de julho como parte da coleção da primeira temporada.